# Diekhof (Laage)
Diekhof ist ein Ortsteil der Stadt Laage im Landkreis Rostock in Mecklenburg-Vorpommern (Deutschland).

## Geografie

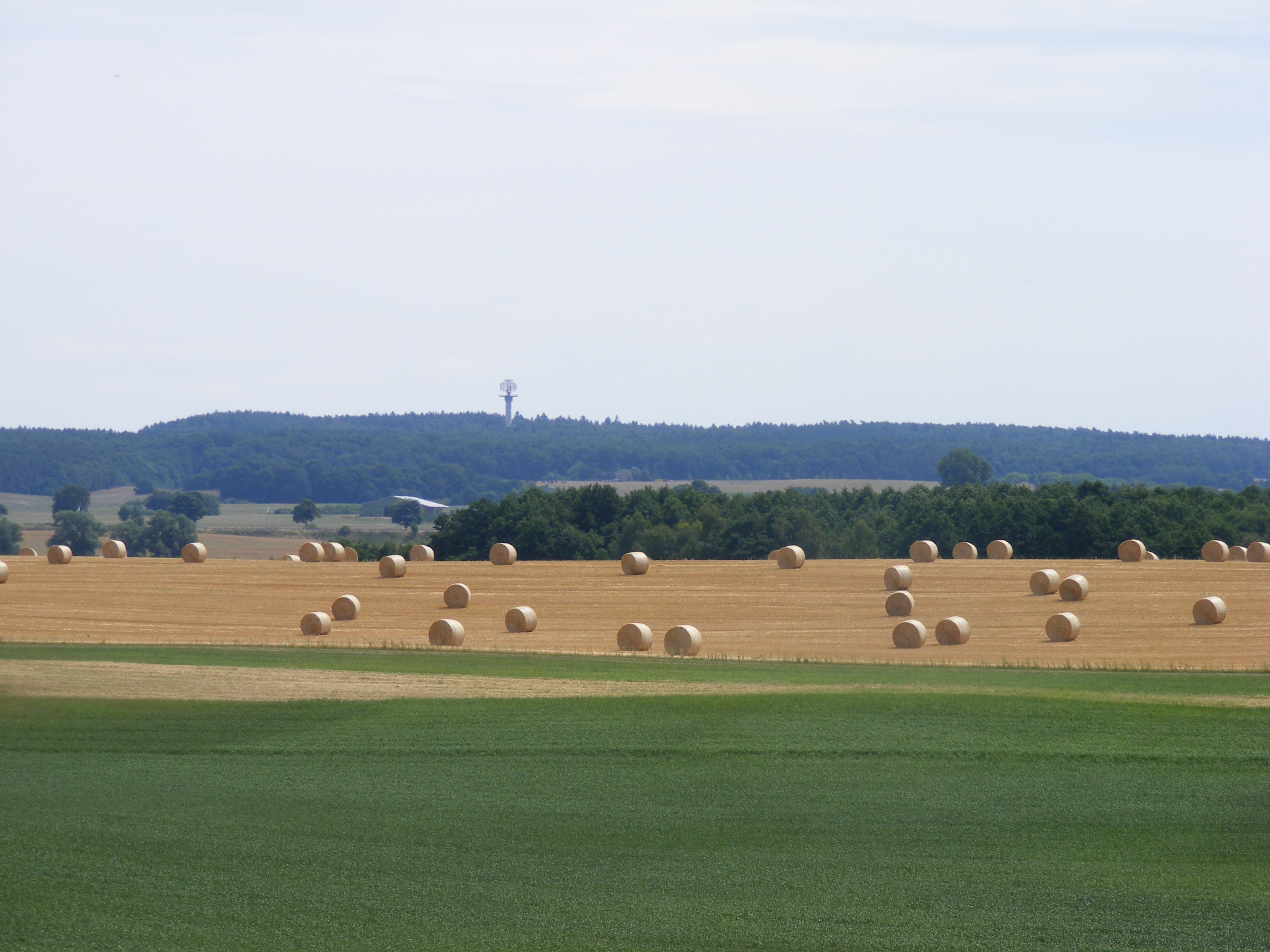
Schmooksberg mit Radaranlage

Diekhof liegt zwischen den Städten Güstrow, Teterow und Laage im Übergangsbereich vom oberen Recknitztal zur Mecklenburgischen Schweiz. Durch das Ortsgebiet fließt die Schaalbeke in Richtung Recknitz. Im hügeligen Gebiet erreicht nahe dem Ortsteil Lüningsdorf der Schmooksberg 127,5 m ü. NHN. Dort befindet sich eine von bundesweit sechs SREM-Radaranlagen der Deutschen Flugsicherung.
Zu Diekhof gehören die Ortsteile Alt Diekhof, Diekhof Siedlung, Drölitz, Knegendorf, Lissow, Lüningsdorf, Pölitz und Striesenow.

## Geschichte
Diekhof wurde vermutlich ab dem 12. Jahrhundert besiedelt. Das Gut befand sich im Besitz der Familien von Voß, von Hahn (1462–1771), Grafen von Wallmoden und von Bassewitz (ab 1845). Das barocke Herrenhaus – eine Dreiflügelanlage mit Ehrenhof – stammte von 1739. 1768 wurde eine Rokokokapelle angefügt. Die Grafen Bassewitz waren gut situiert. Letzte Gutseigentümer waren Anfang des 20. Jahrhunderts die Fideikommissherrin Elisabeth Gräfin Schlieffen, geborene Gräfin Bassewitz-Diekhof (1849–1913), dann zur Enteignung 1945 ihr Enkel Ernst Albrecht Graf Schlieffen (1912–1942), respektive seine Erben wiederum. 1945 brannten einige Gebäude ab, darunter große Teile des Herrenhauses selbst.
Die Siedlung an der Straße nach Güstrow entstand in den 1930er Jahren. Diekhof ist heute Grundschulstandort, verfügt über einen großen Sportplatz mit Sporthalle. Mit Wirkung vom 26. Mai 2019 wurde Diekhof nach Laage eingemeindet. Letzter Bürgermeister war Rolf Matschinsky.
Pölitz wurde erstmals 1343 in einer Urkunde erwähnt. Die Bauern des Ortes blieben lange in Abhängigkeit zum Gut Diekhof, zu Zeiten des Ludwig Achatz von Hahn Anfang des 18. Jahrhunderts. Flächen von Pölitz zählten auch nach Besitzerwechsel zu Johann Ludwig von Wallmoden zum Gutsareal Diekhof. Wallmoden war Domherr zu Lübeck und General, hatte Besitzungen bei Hannover und erhielt 1782 die reichsgräfliche Würde im Westfälischen Grafencollegium.
Striesenow: Gutsbesitzer waren u. a. die Familien Grafen von Wallmoden-Gimborn (1780–1837), Ludwig Schroeder (bis 1901), von Lepel (bis 1932). Nach dem 1928 letztmals amtlich publizierten Güter-Adressbuch Mecklenburg beinhaltete Gut Striesenow 493 ha Umfang. Striesenow war damals an Graf Bassewitz verpachtet, Inhaberin Marie von Lepel, geborene Schmige. Zuletzt war der Besitz in den Händen von Eduard Roosen (bis 1945). Das Gutshaus stammt von um 1900.

### Eingemeindungen
Am 1. Juli 1950 wurden die bis dahin eigenständigen Gemeinden Drölitz, Knegendorf, Lüningsdorf und Striesenow eingegliedert. Pölitz wurde am 1. Januar 2004 eingemeindet.

### Ausgliederungen
Am 1. Januar 1952 wurden Lüningsdorf und Striesenow an die neue Gemeinde Pölitz abgetreten.

## Politik

### Wappen
| Wappen von Diekhof | Blasonierung: „In Rot ein schräg liegendes, gestürztes silbernes Schwert, begleitet beiderseits von zwei goldenen Kleeblättern.“                                                                                      |
| Wappen von Diekhof | Das Wappen wurde am 11. Juni 1998 durch das Innenministerium genehmigt und unter der Nr. 164 der Wappenrolle von Mecklenburg-Vorpommern registriert. Es wurde von dem Schweriner Heraldiker Heinz Kippnick gestaltet. |

## Sehenswürdigkeiten
- Gutsanlage Diekhof mit Kapelle, Park, Teepavillon und Marstall in Diekhof Hof. Von 1732 bis 1739 wurde ein barockes Herrenhaus als schlossartige Dreiflügelanlage mit Ehrenhof und Kavaliershäusern gebaut. 1768 wurde nach Plänen des Baumeisters C.D. Holle eine Rokokokapelle angefügt. 1945 brannte das Gebäude ab, ein Seitenflügel und die Kapelle blieben erhalten.
- Gerichtssäule (Obelisk) in Diekhof Hof

Sehenswürdigkeiten
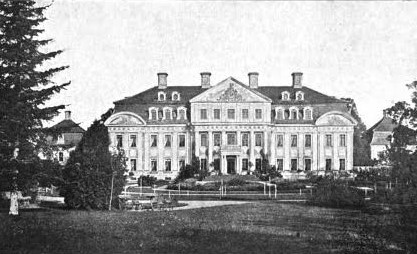
Herrenhaus (zerstört)
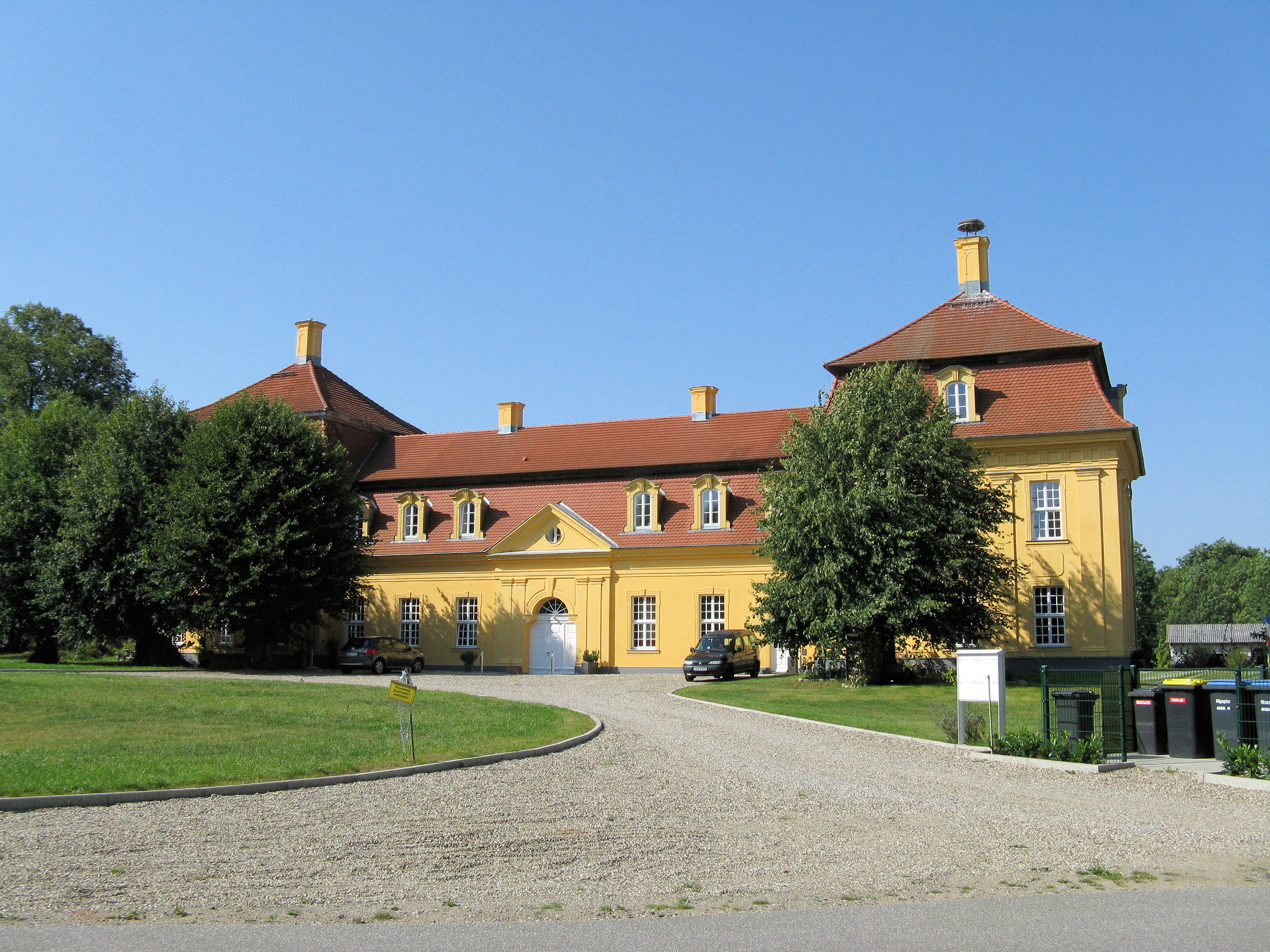
Marstall
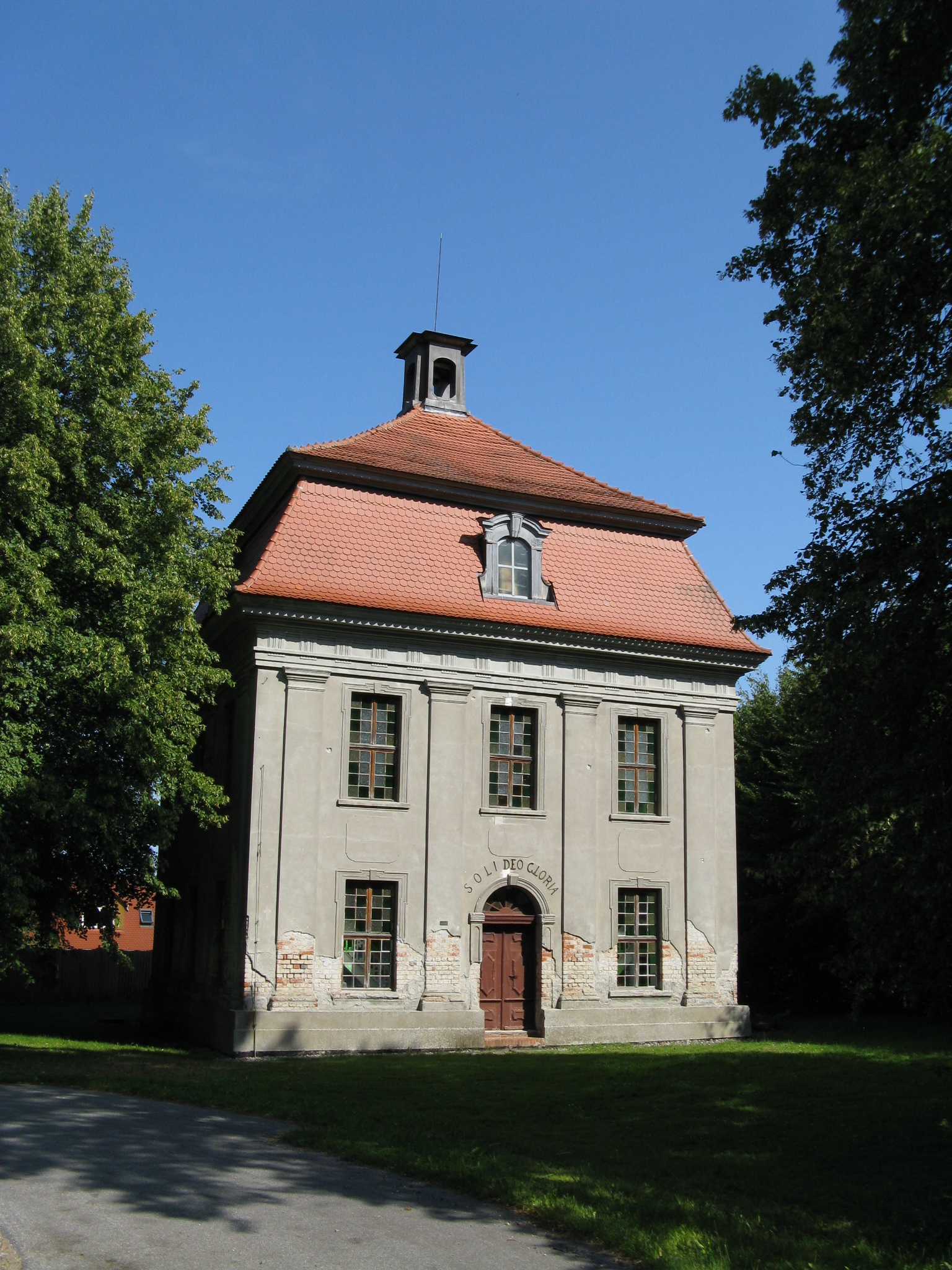
Kapelle auf dem Gutsgelände
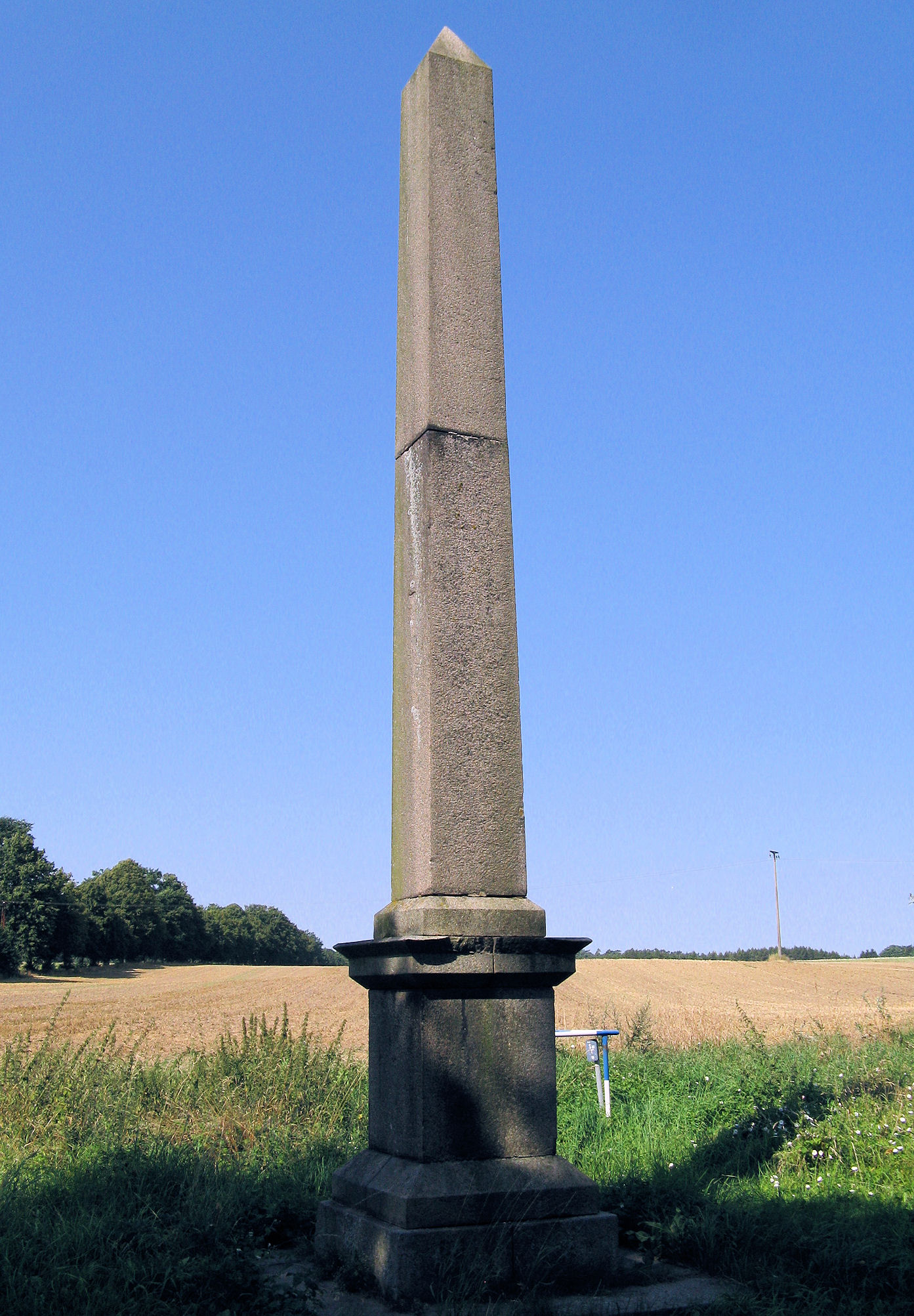
Gerichtssäule

## Verkehrsanbindung
Durch den Ort führt die Verbindungsstraße von Güstrow zur Bundesstraße 108 (Rostock–Teterow). Der Autobahnanschluss Glasewitz an der Bundesautobahn 19 ist nur wenige Kilometer von Diekhof entfernt. Westlich von Diekhof befindet sich der Haltepunkt Subzin-Liessow an der Bahnstrecke Neustrelitz–Warnemünde.